# NGC 1961
NGC 1961 è una vasta galassia a spirale situata nella costellazione della Giraffa, a una distanza di circa 188 milioni di anni luce dalla nostra Via Lattea.

## Scoperta
La galassia è stata scoperta il 3 dicembre 1788 dall'astronomo britannico di origine tedesca William Herschel. Il 22 dicembre 1891 la galassia venne nuovamente osservata dall'astronomo francese Guillaume Bigourdan; la sua descrizione venne inserita nell'Index Catalogue con la designazione IC 2133.

## Descrizione
NGC 1961 presenta una larga riga a 21 cm dell'idrogeno neutro. Inoltre viene classificata come galassia LINER, cioè una galassia il cui nucleo presenta uno spettro di emissione caratterizzato da larghe righe di atomi debolmente ionizzati. È inoltre luminosa nell'infrarosso, per cui viene classificata come galassia LIRG.
Nelle immagini, la galassia presenta un'accentuata distorsione, anche se non è visibile alcun compagno né la presenza di un doppio nucleo che potrebbe indicare una recente fusione con un'altra galassia. I bracci esterni sono tuttavia molto irregolari e due lunghi bracci si estendono dal lato settentrionale della galassia. Attorno alla galassia è stata rilevata la presenza di una corona di raggi X a temperatura elevata.

## Supernove
All'interno di NGC 1961 sono state scoperte tre supernove: SN 1998eb, SN 2001is e SN 2013cc.

### SN 1998eb
La supernova è stata scoperta il 17 settembre 1998 da W. D. Li, M. Modjaz, E. Halderson, T. Shefler, J. Y. King, M. Papenkova, R. R. Treffers e A. V. Filippenko dell'Università della California - Berkeley nel corso del programma LOSS (Lick Observatory Supernova Search) dell'Osservatorio Lick. La supernova è stata classificata di tipo Ia.

### SN 2001is
La supernova è stata scoperta il 22 dicembre 2001 in modo indipendente da due gruppi di astronomi, il primo dell'Osservatorio astronomico di Pechino (Beijing Astronomical Observatory, BAO) e l'altro dal programma LOTOSS dell'Osservatorio Lick. La supernova è stata classificata di tipo Ib.

### SN 2013cc
La supernova è stata scoperta il 28 aprile 2013 a Yamagata, in  Giappone, dall'astronomo giapponese Koichi Itagaki. La supernova è stata classificata di tipo II.

## Gruppo di NGC 1961
NGC 1961 è la più luminosa e la più vasta di un gruppo di galassie che contiene almeno sei membri. Le altre galassie del Gruppo di NGC 1961 sono UGC 3319, UGC 3342, UGC 3379, CGCG 329-010 e MCG 12-6-13 (CGCG 3349).